# 러시아 포함 코리에츠
코리에츠(영어: Кореец, 영어: Russian gunboat Korietz)는 러시아 제국 해군의 항양 포함이다. 코리에츠급 포함의 1번함으로, 동형급 함선 8척(발틱 함대의 만드주르와 키비네츠 그리고 흑해 함대의 도네츠, 자포로제츠, 쿠바네츠, 테레츠, 우랄레츠, 그리고 체르노모레츠)이 제작되었다. 러일 전쟁의 제물포 해전에서 요함 바략과 함께 일본 해군의 아사마, 치요다 등과 교전을 벌이다가 결국 같이 교전을 벌였던 순양함 바략과 함께 제물포항에서 폭파, 자침했다. (이 사건은 제물포 해전으로, 러일 전쟁의 기폭제가 되었다.) ‘코리에츠’라는 이름의 유래는 러시아어로 ‘고려인 남성’(Korean man)이라는 의미를 가진 러시아어 Кореец에서 나왔다.

## 개요
코리에츠는 1885년 12월 스웨덴의 스톡홀름의 조선소에서 기공되었다. 1886년 8월 7일에 준공하여, 1888년에 취역했다.
러시아 태평양 함대에 편성된 코리에츠는 1895년에 일본, 조선, 중국 북부의 항구에 자주 기항했다. 의화단이 난을 일으켰을 때는 8개국 연합군에 소속되어 참전하였으며, 1900년 6월에는 톈진의 다구(大沽) 포대를 공격했다. 이 교전에서 포대에서 발사된 대포에 6발을 맞아 승무원 중 9명이 전사, 20명이 부상했다.
1904년 러시아와 일본과의 긴장이 고조되고 있었기 때문에, 이권 보호를 목적으로 여순항에서 순양함 바략과 함께 제물포항(현재의 인천항)에 파견되어 있었다. 2월 7일 러시아 상선 스린가에 의해 일본 함대가 접근한다는 보고를 받았고 코리에츠는 여순항으로 돌아가서 대기하도록 명령을 받았다. 2월 8일 새벽 코리에츠는 출항 준비를 하던 중 제물포항 밖에서 정박해 있던 일본의 순양함 치요다를 요함으로 오인하고 출항 신호로 치요다를 향해 포격을 했다. 이것을 공격으로 본 치요다는 어뢰 발사로 응전했으나 양측에 피해는 없었다. 이것이 러일 전쟁의 도화선이 되었지만, 어느 쪽이 먼저 발포했는지는 명확하게 밝혀지지 않았다. 이 교전으로 말미암아 코리에츠는 출항을 중단했다.
제물포 해전에서 일본 해군 우류 소토키치 소장은 바략 함장 프세볼로트 루드네프 대령에게 항복을 강요했으나 이를 받아들일 수 없었던 바략과 코리에츠는 포위하는 일본 함대의 강행 돌파를 감행했다. 이때 코리에츠는 52발의 포격을 했지만 모두 일본 함대에 닿지 못했고, 반대로 일본 함대의 포격으로 바략이 극심힌 피해를 입었고, 코리에츠도 포탄을 맞아 다수의 사상자를 냈다. 낮이 지나도 일본 함대를 돌파할 수 없자 두 함 모두 제물포항 중립국 군함 근처로 대피하도록 후퇴했다. 오후 4시쯤 코리에츠 승무원이 탄약고를 폭파시켜 자침했다. 승무원들은 프랑스 순양함 파스칼에 의해 사이공과 프랑스령 인도차이나로 이송된 후 러시아로 반환되었다. 상트페테르부르크로 귀환한 모든 승무원들에게 군사 훈장으로 제4급 게오루기이 훈장이 수여되었다.
1905년 코리에츠는 일본군에 의해 부양되어 해체되었다.
두 번째 코리에츠는 상트페테르부르크에서 1906년에 인도되어 제1차 세계 대전에 참가했다. 문사운드 해전에서 독일군에 나포되는 것을 거부하고 1915년 8월 8일에 승무원에 의해 폭파, 자침했다.